# Хасан, Ибрагим
Ибраги́м Ха́сан Хусе́йн (араб. إبراهيم حسن حسين‎; 10 августа 1966) — египетский футболист и футбольный тренер. Брат-близнец Хусама Хасана, одного из самых титулованных игроков в истории футбола, входящего в десятку лучших футболистов Африки XX века.

## Клубная карьера
Ибрагим Хасан выступал вместе со своим братом в различных египетских и зарубежных клубах. Наибольших достижений братья достигли выступая за 2 ведущие египетские команды: «Аль-Ахли (Каир)» и «Замалек», как на местном, так и на международном уровне. Также вместе с Хоссамом Ибрагим поиграл за греческий «ПАОК», швейцарский «Ксамакс» и эмиратский «Аль-Айн».

## Карьера в сборной
Ибрагим Хасан попал в состав сборной Египта на Чемпионате мира 1990 года. Из 3-х матчей Египта на турнире Хасан провёл все 3 и без замен: матчи группового этапа против сборных Нидерландов, Ирландии и Англии. В матче с англичанами Хассан на 48-й минуте получил жёлтую карточку.

## Достижения
«Аль-Ахли»
- Чемпион Египта (10): 1984/85, 1985/86, 1986/87, 1988/89, 1993/94, 1994/95, 1995/96, 1996/97, 1997/98, 1998/99
- Обладатель Кубка Египта (4): 1984/85, 1988/89, 1992/93, 1995/96
- Победитель Кубка Обладателей Кубков Африки (4): 1984, 1985, 1986, 1993
- Победитель Кубка Африканских Чемпионов: 1987
- Победитель Арабского клубного кубка чемпионов: 1996
- Победитель Арабского Кубка Обладателей Кубков: 1994
- Победитель Арабского Суперкубка (2): 1997, 1998
- Победитель Афро-азиатского кубка: 1988

«Аль-Айн»
- Чемпион ОАЭ: 1999/2000

«Замалек»
- Чемпион Египта (3): 2000/01, 2002/03, 2003/04
- Обладатель Кубка Египта: 2001/02
- Обладатель Суперкубка Египта (2): 2001, 2002
- Победитель Лиги Чемпионов Африки: 2002
- Победитель Суперкубка Африки: 2003
- Победитель Арабской лиги чемпионов: 2003

Со сборной Египта
- Победитель Кубка арабских наций: 1992